# طوطی‌ماهی کوهی سبز
طوطی‌ماهی کوهی سبز بزرگترین گونه طوطی ماهی است که به طول ۱٫۵متر (۴٫۹فوت) رشد می‌کند و وزن آن تا ۷۵ کیلوگرم است.
این ماهی در صخره‌ها در اقیانوس‌های هند و اقیانوس آرام، از دریای سرخ در غرب تا ساموآ در شرق و از جزایر یاایاما در شمال تا صخره‌های بزرگ مانع، استرالیا، در جنوب یافت می‌شود.
نامهای رایج دیگر عبارتند از: طوطی کوهی، طوطی دریایی دو سر، طوطی گاو بوفو، و طوطی‌های بزرگ
این تنها گونه در جنس یکنواخت طوطی سبز است و بزرگترین ماهی علف گیاه ساکن صخره‌های مرجانی است.

## توضیحات گونه
بر خلاف زمرد ماهیان، دارای مشخصات سر عمودی است و برخلاف سایر طوطی‌ها، به‌طور یکنواخت با پولک پوشیده شده‌ است به جز لبه پیشانی سر، که اغلب به رنگ سبز روشن تا صورتی است. رنگ آمیزی اولیه یک رنگ خاکستری با لکه‌های سفید پراکنده‌ است که به تدریج به رنگ یکنواخت تیره در می‌آید. این گونه الگوهای تغییر رنگ جنسی را نشان نمی‌دهد. ماهی بالغ پیشانی پیاز ایجاد می‌کند و صفحات دندان در معرض آن قرار می‌گیرد که فقط تا حدودی توسط لب پوشانده شده‌ است. این گونه رشد آهسته و طولانی مدت دارد (تا ۴۰ سال)، با تولید مثل با تأخیر و میزان دوباره پر کردن کم.
این گونه معمولاً در گروه‌های کوچک رخ می‌دهد، اما اندازه گروه می‌تواند در صخره‌های دریایی و شفاف بیرونی تالاب بسیار بزرگ باشد و از ۷۵ نفر بیشتر باشد.

## تولید مثل
طوطی سبز، از نظر جنسی تک رنگ است، یعنی هیچ مرحله اولیه یا پایانی در چرخه زندگی بزرگسالان وجود ندارد. ماهی در طول چرخه قمری در نزدیکی شیب صخره‌های خارجی یا در نزدیکی مناظر، روده‌ها یا دهان کانال‌ها تخم ریزی می‌کند، معمولاً درست قبل از ماه جدید تخم ریزی می‌شود. آنها از مکان‌های جمع‌آوری تخم ریزی استفاده می‌کنند.

## بوم‌شناسی
نوجوانان تازه مستقر در شاخه‌های زیستگاه مرجانی (عمدتاً آکروپورا) در تالاب‌های سرپناه یافت می‌شوند. نوجوانان کوچک (<۵۰ میلی‌متر) اغلب با دوشیزه ماهی همراه هستند. ماهی بزرگتر طوطی جوانه بزرگ در تالاب‌ها، اغلب در کف ساحل یافت می‌شود، و بزرگسالان در تالاب‌های بیرونی شفاف و صخره‌های دریایی تا عمق ۳۰ متر یافت می‌شوند. آنها در اعماق از جلبک‌ها تغذیه می‌شوند و در مرجانهای زنده زندگی می‌کنند.
ماهی طوطی سبز ممکن است سر خود را در مقابل مرجان‌ها تکیه دهد تا تغذیه را آسان مصرف کند. هر ماهی بالغ بیش از پنج تن کربنات سازه‌های صخره ساختاری در سال مصرف می‌کند، که به‌طور قابل توجهی در تجمع صخره‌ها نقش دارد. ماهی‌ها در میان مرجان‌ها، در غارها، معمولاً در گروه‌های بزرگ می‌خوابند.

## حفاظت
اندازه بزرگ، رشد آهسته و رفتار مدرسه ای این گونه به معنای مستعد ابتلا به ماهیگیری بیش از حد است. این گونه مورد توجه صیادان ماهیگیر در سراسر دامنه خود است و از برداشت بیش از حد آن کاسته می‌شود. نیزه‌ها و بسترهای گروه‌های بزرگی را که هنگام شب می‌خوابند هدف قرار می‌دهند. در سال ۲۰۰۴ توسط اداره ملی اقیانوسی و جوی/ اداره ملی شیلات آمریکا به عنوان گونه نگرانی شناخته شد، به این معنی که گمان می‌رود گونه ای مورد تهدید قرار گیرد، اما داده‌های کافی برای توجیه فهرست تحت قانون گونه‌های در معرض خطر موجود نیست.
تخریب و نابودی زیستگاه باعث کاهش آنها شده‌ است. زیستگاه‌های آنها تخریب با کیفیت پایین آب، مانند دفع رسوبات از ورود به سیستم هستند.
صید ماهیگیری هنگام غواصی در ساموآ آمریکا در سال ۲۰۰۱ ممنوع شد. آبهای اطراف جزیره ویک، آب‌سنگ جانستون و جزیره مرجانی پالمیرا از خط ساحلی تا عمق ۵۰ (۹۱ متر) به عنوان مناطق حفاظت شده دریایی کم مصرف محافظت می‌شوند، این بدان معنی است که هر شخص ایالات متحده برای ماهیگیری، گرفتن یا نگه داشتن این ماهی ماهیگیری کند. باید مجوز ویژه داشته باشد همچنین ممکن است از ساعت ۶ عصر تا ۶ صبح در آبهای منطقه ویژه اقتصادی ایالات متحده در اطراف این سرزمین‌ها با استفاده از نیروی دریایی با تجهیزات وسیله تنفس در زیر آب استفاده نشود. جمعیت ماهیان در پالائو اکنون با ممنوعیت صادرات محافظت می‌شود.